# Nelmangala
Nelmangala é uma panchayat (vila) no distrito de Bangalore Rural, no estado indiano de Karnataka.

## Demografia
Segundo o censo de 2001, Nelmangala tinha uma população de 25 206 habitantes. Os indivíduos do sexo masculino constituem 52% da população e os do sexo feminino 48%. Nelmangala tem uma taxa de literacia de 78%, superior à média nacional de 59,5%: a literacia no sexo masculino é de 82% e no sexo feminino é de 74%. Em Nelmangala, 11% da população está abaixo dos 6 anos de idade.